# Type D (lớp tàu ngầm)
Lớp tàu ngầm I-361 (伊三百六十一型潜水艦 I-san-byaku-roku-jū-ichi-gata Sensuikan), còn được gọi là tàu ngầm Type D (丁型/潜丁型潜水艦 Tei-gata/Sen-Tei-gata sensuikan) hay tàu ngầm kiểu Sen'yu/Sen'yu-Dai (潜輸型/潜輸大型潜水艦 Sen'yu-gata/Sen'yu-Ōgata sensuikan) là một lớp tàu ngầm hạng nhất phục vụ cùng Hải quân Đế quốc Nhật Bản trong Chiến tranh Thế giới thứ hai. Tên của lớp tàu được gọi ngắn gọn là Yusō Sensuikan Ō-gata (輸送潜水艦大型 Tàu ngầm Vận tải-Kiểu Lớn).
Lớp tàu ngầm I-373 (伊三百七十三型潜水艦 I-san-byaku-nana-jū-san-gata Sensuikan), còn được gọi là tàu ngầm Type D Cải tiến (丁型改潜水艦 Tei-gata Kai sensuikan) khác biệt đáng kể so với lớp  I-361, nhưng do I-373 được phát triển dựa trên thiết kế của lớp I-361, chúng được gọi chung là Type D.

## Thiết kế và chế tạo
Sau trận Midway, Hải quân Đế quốc Nhật Bản lập tức lên kế hoạch cho một kiểu tàu ngầm vận tải. Kiểu tàu này dựa trên chiếc U-155 Deutschland của Hải quân Đế quốc Đức trong Chiến tranh Thế giới thứ nhất, có khả năng vận chuyển lực lượng (110 binh lính, 10 tấn tiếp liệu và hai xuồng đổ bộ) đến các khu vực mà đối phương chiếm ưu thế trên không. Sau đó đặc tính về tải trọng yêu cầu được thay đổi, và yêu cầu sau cùng được đưa ra có thể vận chuyển 65 tấn bên trong lườn tàu và 25 tấn bên trên boong tàu (chỉ cho hàng hóa). Thoạt tiên Hải quân Nhật Bản không trang bị ống phóng ngư lôi cho các tàu này, nhưng do đòi hỏi mạnh mẽ từ các chỉ huy tiền phương, chúng được trang bị ngư lôi để tự vệ. Lớp I-372 được thiết kế như tàu ngầm chở dầu dựa trên thiết kế của lớp I-361, nên nó không được trang bị ngư lôi.

## Phục vụ
Từ năm 1944, những tàu ngầm Type D bắt đầu làm nhiệm vụ vận tải từ chính quốc Nhật Bản đến các đảo biệt lập. Chúng tỏ ra ít thành công và chịu thiệt hại nặng. Trong tổng số 13 tàu ngầm chỉ có bốn chiếc sống sót qua cuộc xung đột.

### Tàu ngầm mang ngư lôiKaiten
Vào năm 1945, nhiều chiếc được cải biến thành tàu ngầm mẹ mang ngư lôi tự sát Kaiten và tham gia các chiến dịch tấn công tự sát cùng Shinchō Tokubetsu Kōgekitai (神潮特別攻撃隊 Lực lượng Tấn công Đặc biệt Sinchō). Khẩu hải pháo trên boong tàu được tháo dỡ, và chúng lắp đặt các bộ gá trên boong tàu để mang theo năm ngư lôi Kaiten.
- I-361
  - Được phân về đội Todoroki (轟隊?) vào ngày 24 tháng 5, 1945, không có thành tích.
- I-363
  - Được phân về đội Todoroki vào ngày 28 tháng 5, 1945, đánh chìm hoặc gây hư hại cho một tàu buôn vào ngày 15 tháng 6, 1945.
  - Được phân về đội Tamon (多聞隊?) vào ngày 8 tháng 8, 1945, không có thành tích.
- I-366
  - Được phân về đội Tamon vào ngày 1 tháng 8, 1945, không có thành tích.
- I-367
  - Được phân về đội Shinbu (振武隊?) vào ngày 5 tháng 5, 1945, gây hư hại cho tàu hộ tống khu trục USS Gilligan vào ngày 27 tháng 5, 1945.
  - Được phân về đội Tamon vào ngày 19 tháng 7, 1945, không có thành tích.
- I-368
  - Được phân về đội Chihaya (千早隊?) vào ngày 20 tháng 2, 1945, không có thành tích.
- I-370
  - Được phân về đội Chihaya vào ngày 20 tháng 2, 1945, không có thành tích.

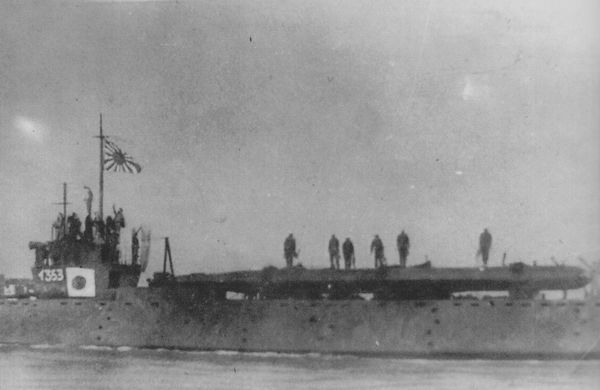
I-363 vào tháng 5 hoặc tháng 8, 1945
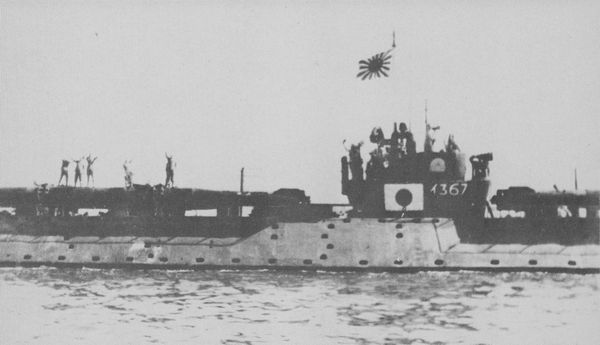
I-367 vào ngày 19 tháng 7, 1945
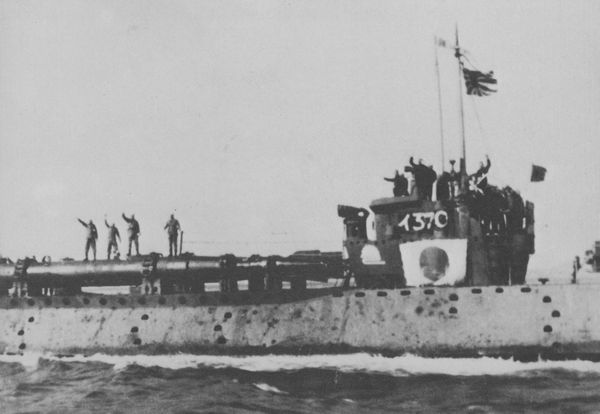
I-370 vào ngày 21 tháng 2, 1945

## Các biến thể
Tàu ngầm Type D được chia thành bốn phân lớp:
- Type D/Sen'yu (丁型/潜輸（伊三百六十一型） Tei-gata/Sen'yu, lớp I-361?)
- Type D/Sen'yu Cải tiến (丁型/潜輸改（伊三百七十二型） Tei-gata/Sen'yu-Kai, lớp I-372 ?)
- Type D Cải tiến (丁型改（伊三百七十三型） Tei-gata Kai, lớp I-373 ?)
- Type D Cải tiến 2/Type D 2 (Kiểu S60) (丁型改2/潜丁2型（第2968号艦型） Tei-gata Kai-2/Sen-Tei-2-gata, lớp tàu số 2968 (Dai-2968-Gō kan-gata)?). Những chiếc thuộc lớp tàu số 2968 không được chế tạo và chỉ là thiết kế.

### LớpI-361
| Số hiệu | Tên           | Xưởng chế tạo                  | Đặt lườn          | Hạ thủy           | Hoàn tất         | Số phận |
| 5461    | [ Ghi chú 2 ] | Xưởng vũ khí Hải quân Kure     | 16 tháng 2, 1943  | 30 tháng 10, 1943 | 25 tháng 5, 1944 | Cải biến thành tàu ngầm mang ngư lôi Kaiten, 7 tháng 2, 1945. Bị máy bay từ tàu sân bay hộ tống USS Anzio đánh chìm phía Đông Okinawa, 30 tháng 5, 1945.        |
| 5462    | I-362         | Mitsubishi, Xưởng tàu Kōbe     | 17 tháng 3, 1943  | 29 tháng 11, 1943 | 23 tháng 5, 1944 | Bị tàu hộ tống khu trục USS Fleming đánh chìm tại quần đảo Caroline, 18 tháng 1, 1945.                                                                          |
| 5463    | I-363         | Xưởng vũ khí Hải quân Kure     | 1 tháng 5, 1943   | 12 tháng 12, 1943 | 8 tháng 7, 1944  | Cải biến thành tàu ngầm mang ngư lôi Kaiten, 30 tháng 3, 1945. Đắm do trúng thủy lôi ngoài khơi Miyazaki, 29 tháng 10, 1945.                                    |
| 5464    | I-364         | Mitsubishi, Xưởng tàu Kōbe     | 26 tháng 7, 1943  | 15 tháng 2, 1944  | 14 tháng 6, 1944 | Bị tàu ngầm USS Sea Devil đánh chìm tại bán đảo Bōsō, 15 tháng 9, 1944.                                                                                         |
| 5465    | I-365         | Xưởng vũ khí Hải quân Yokosuka | 15 tháng 5, 1943  | 17 tháng 12, 1943 | 1 tháng 8, 1944  | Bị tàu ngầm USS Scabbardfish đánh chìm trong vịnh Tokyo, 28 tháng 11, 1944.                                                                                     |
| 5466    | I-366         | Mitsubishi, Xưởng tàu Kōbe     | 26 tháng 8, 1943  | 29 tháng 3, 1944  | 3 tháng 8, 1944  | Cải biến thành tàu ngầm mang ngư lôi Kaiten, 3 tháng 3, 1945. Xuất biên chế 30 tháng 11, 1945. Đánh chìm như mục tiêu ngoài khơi quần đảo Gotō 1 tháng 4, 1946. |
| 5467    | I-367         | Mitsubishi, Xưởng tàu Kōbe     | 22 tháng 10, 1943 | 28 tháng 4, 1944  | 15 tháng 8, 1944 | Cải biến thành tàu ngầm mang ngư lôi Kaiten, 1 tháng 1, 1945. Xuất biên chế 30 tháng 11, 1945. Đánh chìm như mục tiêu ngoài khơi quần đảo Gotō 1 tháng 4, 1946. |
| 5468    | I-368         | Xưởng vũ khí Hải quân Yokosuka | 15 tháng 7, 1943  | 29 tháng 1, 1944  | 25 tháng 8, 1944 | Cải biến thành tàu ngầm mang ngư lôi Kaiten, đầu năm 1945. Bị máy bay từ tàu sân bay hộ tống USS Anzio đánh chìm phía Tây Iwo Jima, 27 tháng 2, 1945.           |
| 5469    | I-369         | Xưởng vũ khí Hải quân Yokosuka | 1 tháng 9, 1943   | 9 tháng 3, 1944   | 9 tháng 10, 1944 | Cải biến thành tàu ngầm chở dầu, tháng 6, 1945. Đầu hàng lực lượng Đồng Minh tại Yokosuka. Xuất biên chế 15 tháng 9, 1945. Tháo dỡ sau đó.                      |
| 5470    | I-370         | Mitsubishi, Xưởng tàu Kōbe     | 4 tháng 12, 1943  | 26 tháng 5, 1944  | 4 tháng 9, 1944  | Cải biến thành tàu ngầm mang ngư lôi Kaiten, đầu năm 1945. Bị tàu hộ tống khu trục USS Finnegan đánh chìm phía Nam Iwo Jima, 26 tháng 2, 1945.                  |
| 5471    | I-371         | Mitsubishi, Xưởng tàu Kōbe     | 22 tháng 3, 1944  | 21 tháng 7, 1944  | 2 tháng 10, 1944 | Bị tàu ngầm USS Lagarto đánh chìm trong eo biển Bungo 24 tháng 2, 1945.                                                                                         |

### LớpI-372
Đề án số S51B. Thoạt tiên dự định là chiếc dẫn đầu của Type D Cải tiến (lớp I-373); tuy nhiên do Hải quân Nhật Bản cần có một tàu ngầm càng sớm càng tốt, nên nó được chế tạo như một tàu ngầm chở dầu dựa theo thiết kế của I-361 được sửa đổi.
| Số hiệu | Tên   | Xưởng chế tạo                  | Đặt lườn         | Hạ thủy          | Hoàn tất         | Số phận                                                                                          |
| 2961    | I-372 | Xưởng vũ khí Hải quân Yokosuka | 10 tháng 2, 1944 | 22 tháng 6, 1944 | 8 tháng 11, 1944 | Bị máy bay từ tàu sân bay Lực lượng Đặc nhiệm38 đánh chìm ngoài khơi Yokosuka, 18 tháng 7, 1945. |

### LớpI-373
Đề án số S51C. Một phiên bản cải biến dựa trên lớp I-361. Hơn nữa, Hải quân Nhật Bản còn dự định tiếp tục cải tiến thêm cho lớp I-373. Tuy nhiên tất cả đều bị hủy bỏ.
| Số hiệu     | Tên   | Xưởng chế tạo                  | Đặt lườn          | Hạ thủy           | Hoàn tất         | Số phận |
| 2962        | I-373 | Xưởng vũ khí Hải quân Yokosuka | 15 tháng 8, 1944  | 30 tháng 11, 1944 | 14 tháng 4, 1945 | Cải biến thành tàu ngầm chở dầu, tháng 6, 1945. Bị tàu ngầm USS Spikefish đánh chìm trong biển Hoa Đông, 13 tháng 8, 1945. |
| 2963        | I-374 | Xưởng vũ khí Hải quân Yokosuka | 24 tháng 10, 1944 |                   |                  | Việc chế tạo tạm dừng 17 tháng 4, 1945 (hoàn tất 40%), tháo dỡ sau đó.                                                     |
| 2964        | I-375 |                                |                   |                   |                  | Hủy bỏ ngày 17 tháng 4, 1945.                                                                                              |
| 2965 - 2967 |       |                                |                   |                   |                  | Hủy bỏ ngày 17 tháng 4, 1945.                                                                                              |